# 27719 Fast
27719 Fast è un asteroide della fascia principale. Scoperto nel 1989, presenta un'orbita caratterizzata da un semiasse maggiore pari a 3,3986089 UA e da un'eccentricità di 0,0598695, inclinata di 3,56583° rispetto all'eclittica.